# Rue Sainte-Lucie (Paris)
La rue Sainte-Lucie est une rue du 15e arrondissement de Paris.

## Origine du nom

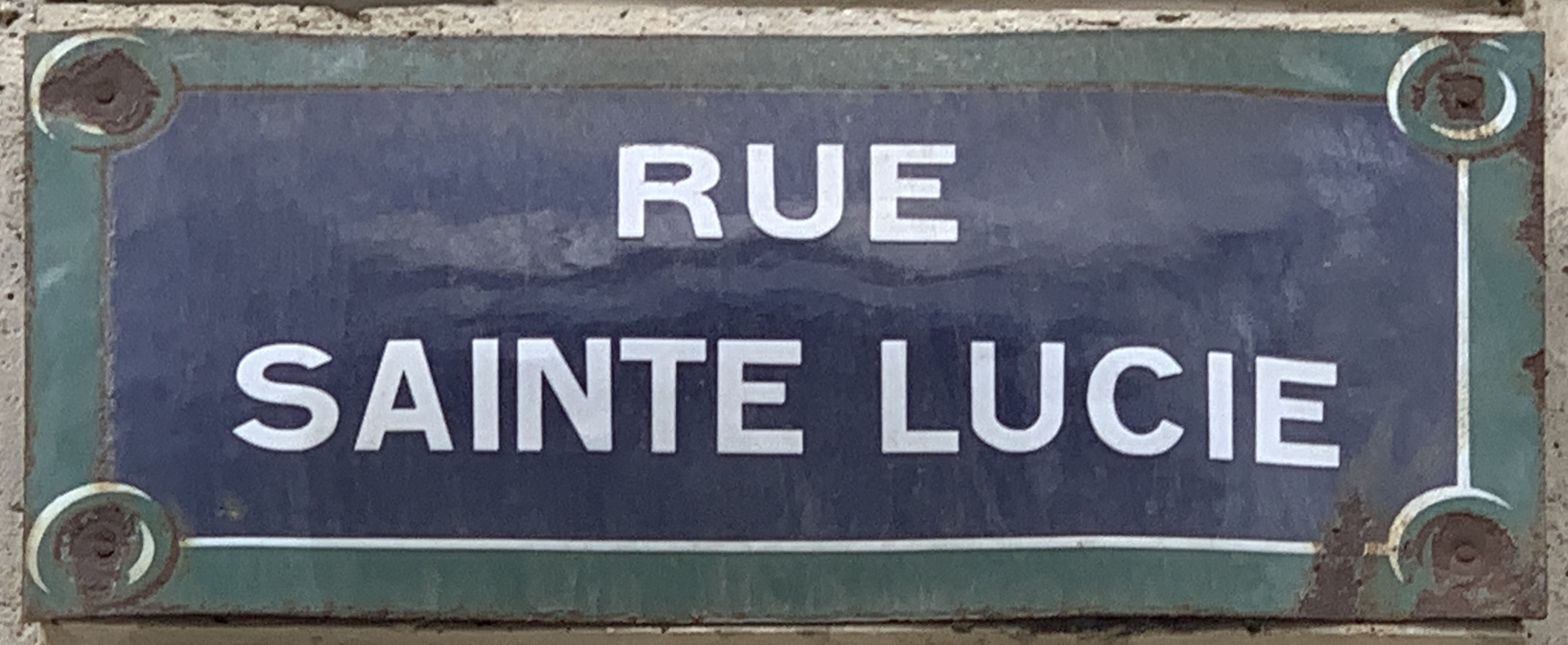
Plaque de la rue.

L'origine du nom de cette rue n'est indiquée dans aucun ouvrage consulté.

## Historique
Cette rue a été ouverte par Mme Ferrière et M. Desjardin de Moranville. Elle était située dans l'ancienne commune de Grenelle et a été rattachée à la voirie de Paris en 1860. Elle a été classée en 1932.